# میدسوند
میدسوند (به لاتین: Midsund) یک شهرستان نروژ در نروژ است که در مور او رومسدال واقع شده‌است.

## خصوصیات
میدسوند ۹۴٫۷۵ کیلومترمربع مساحت و ۲٬۰۱۰ نفر جمعیت دارد.